# Mitsuru Matsumura
Mitsuru Matsumura (jap. 松村 充, Matsumura Mitsuru; * 9. April 1957 in Yokohama) ist ein ehemaliger japanischer Eiskunstläufer, der im Einzellauf startete.
Der japanische Meister von 1979 nahm im Zeitraum von 1974 bis 1982 an sieben Weltmeisterschaften teil.  Sein bestes Ergebnis war der sechste Platz bei der Weltmeisterschaft 1980 in Dortmund. Igarashi vertrat Japan bei zwei Olympischen Winterspielen. 1976 in Innsbruck wurde er Elfter und 1980 in Lake Placid Achter.

## Ergebnisse
| Wettbewerb / Jahr          | 1973 | 1974 | 1975 | 1976 | 1977 | 1978 | 1979 | 1980 | 1981 | 1982 |
| -------------------------- | ---- | ---- | ---- | ---- | ---- | ---- | ---- | ---- | ---- | ---- |
| Olympische Winterspiele    |      |      |      | 11.  |      |      |      | 8.   |      |      |
| Weltmeisterschaften        |      |      | 16.  | 12.  | 8.   | 8.   | 9.   | 6.   |      | 18.  |
| Japanische Meisterschaften | 3.   | 2.   | 2.   | 2.   | 2.   | 2.   | 1.   | 2.   |      | 2.   |